# Mayriella sharpi
Mayriella sharpi is een mierensoort uit de onderfamilie van de Myrmicinae. De wetenschappelijke naam van de soort is voor het eerst geldig gepubliceerd in 2007 door Shattuck & Barnett.